# يان ووترس
يان ووترس (بالهولندية: Jan Wouters)‏، من مواليد 17 يوليو 1960، لاعب كرة قدم هولندي سابق، ومدرب كرة قدم هولندي حالي.
لعب مع منتخب هولندا لكرة القدم.

## روابط خارجية
- يان ووترس على موقع الاتحاد الدولي (مؤرشف)  (الإنجليزية)
- يان ووترس على موقع الاتحاد الأوربي (الإنجليزية)
- يان ووترس على موقع قاعدة بيانات كرة القدم.إي يو (الإنجليزية)
- يان ووترس على موقع بيانات كرة القدم. دي إي (الألمانية)
- يان ووترس على موقع ناشيونال فوتبول تيمز (الإنجليزية)
- يان ووترس على موقع عالم كرة القدم.نت (الإنجليزية)
- يان ووترس على موقع كووورة